# Macromitrium marginatum
Macromitrium marginatum är en bladmossart som beskrevs av Hugh Neville Dixon 1934. Macromitrium marginatum ingår i släktet Macromitrium och familjen Orthotrichaceae. Inga underarter finns listade i Catalogue of Life.